# 古德米爾 (加利福尼亞州)
古德米爾（英語：Goodmill）是位於美國加利福尼亞州弗雷斯諾縣的一個非建制地區。該地的面積和人口皆未知。

## 地理
古德米爾的座標為36°46′51″N 119°01′24″W / 36.78083°N 119.02333°W，而該地的平均海拔高度為1133米（即3717英尺）。